# ماري روتش
ماري روتش (بالإنجليزية: Mary Roach)‏ هي مؤلفة أمريكية متخصصة في الأدبيات العلمية والفكاهة. بحلول 2016، كانت قد نشرت سبعة كتب: متصلب: الحيوات العجيبة للجثث البشرية (2003)، وخيال: العلم يتناول ما بعد الموت (2005) (والذي نُشر في بعض الأسواق تحت اسم ستة أقدام تحت الأرض: مغامرات ما بعد الموت)، والاتصال الجنسي: التزاوج العجيب بين العلم والجنس (2008)، وتجهيز الحقائب من أجل المريخ: العلم العجيب للحياة في الخلاء (2010)، وكوكبي: إيجاد الدعابة في أغرب الأماكن، والابتلاع: مغامرات في القناة الهضمية (2013)، والنخر: العلم العجيب للبشر في الحرب (2016).
تشتهر روتش بفضولها ودعابتها بالإضافة إلى أبحاثها. تتميز مقالاتها العديدة بالدعابة والتي نُشرت على مر العقود والتي تشمل عمودها الشهري الساخر «كوكبي» في ريدرز دايجست.

## حياتها المبكرة وتعليمها
وُلدت روتش في هانوفر (نيوهامبشير) لأب يبلغ من العمر 65 سنة. انتقلت عائلتها لاحقا إلى إتنا نيو هامبشير حيث ذهبت روتش إلى مدرسة هانوفر الثانوية.
حصلت روتش على درجة البكالوريوس في علم النفس من جامعة ويسليان في 1981.

## حياتها المهنية
بعد الجامعة، انتقلت روتش إلى سان فرانسيسكو (كاليفورنيا) وقضت عدة سنوات تعمل في تحرير النسخ. عملت كمعلقة صحفية كما عملت في العلاقات العامة لوقت قصير. بدأت حياتها المهنية في الكتابة أثناء العمل بصورة جزئية في مجمتمع سان فرانسيسكو لعلم الحيوان، حيث أنتجت بيانات صحفية عن مواضيع مثل جراحة الثؤلول في الأفيال. في أيام عطلتها من مجتمع سان فرانسيسكو لعلم الحيوان، كتبت مقالات حرة لمجلة سان فرانسيسكو كرونيكل الخاصة بيوم الأحد.
في 1986، باعت عملا فكاهيا عن دائرة الإيرادات الداخلية إلى مجلة سان فرانسيسكو كرونيكل. أدى هذا العمل إلى عدد من المواضيع الفكاهية والمقالات المختارة لناشرين كبار أمثال مجلة فوغ ومجلة جي كيو ومجلة ذا نيويورك تايمز ومجلة ديسكفر ومجلة ناشونال جيوغرافيك ومجلة آوتسايد ومجلة وايرد. كتبت روتش أيضا مقالات لموقع الإنترنت صالون كما كتبت مراجعات في inc.com
من 1996 إلى 2005، كانت روتش جزءا من «ذا غروتّو» وهو مشروع ورابطة مقره سان فرانسيسكو للكتّاب العاملين ولصناع الأفلام. من هذا المشروع تحصلت روتش على الدفعة التي احتاجتها للانطلاق في كتابة الكتب. أثناء مقابلتها مع ألكس تيلاندر من بوك بانتر، أجابت روتش على سؤال كيف بدأت كتابة أول كتاب لها قائلة:
على الرغم من أن روتش تكتب عن العلم بصورة رئيسية، إلا أنها لم تقصد أبدا أن تجعل منه مهنتها. قالت روتش في مقابلة مع ذا فيرج.كوم عندما سُئلت ما الذي جعلها مرتبطة بالكتابة عن العلم: «لأكون أمينة، بدا الأمر كما لو كانت القصص العلمية دائما وبصورة مستمرة هي القصص الأكثر إثارة التي تُوكل إليّ لأغطيها. لم أخطط للأمر أن يكون بهذا الشكل، وليس لديّ خلفية رسمية في العلوم أو أي دراسة في مهنة الصحافة العلمية. في الواقع، حصلت على درجة البكالوريوس في علم النفس».
سألت برامج التلفاز والراديو من روتش كثيرا الظهور كضيفة لديهم حتى يتمكنوا من سماع آرائها. ظهرت روتش في برامج مثل كوست تو كوست وذا ديلي شو وذا كولبرت ريبورت. كان لروتش عمودا صحفيا شهريا في ريدرز دايجست تحت عنوان «كوكبي» وفي شرح الرياضة للنساء تحت عنوان «عالم الرياضة الأوسع قليلا».
بجانب كونها مؤلفة حققت أفضل المبيعات، شاركت روتش في مشاريع أخرى. تراجع روتش كتبا لدى ذا نيويورك تايمز، كما كانت محررة ضيفة لدى أفضل كتابة علمية وطبيعية أمريكية في نسخة 2011. شاركت روتش أيضا كأحد أعضاء اللجنة الاستشارية لمعهد المريخ، وكسفيرة لمارس 1 كما طُلب منها حديثا أن تنضم إلى لجنة قاموس التراث الأمريكي للغة الإنجليزية.

## طرق البحث

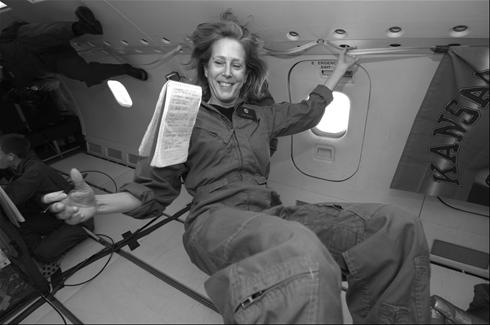
روتش تختبر انعدام الجاذبية عند تحضيرها لكتابها تجهيز الحقائب من أجل المريخ

في حين تتمتع روتش بالعديد من الاهتمامات، إلا أنها أرادت أن تكون جزءا من الأبحاث عندما تتم دعوتها إلى ذلك. تطوعت روتش بنفسها وبزوجها في تجربة تصوير جِماعي بالموجات فوق الصوتية لدراسة تأثيرات الاحتضان. أثناء بحثها في المواد لكتابها الاتصال الجنسي: التزاوج العجيب بين العلم والجنس، التقت روتش بدكتور جينغ دينغ المحاضر الكبير في مدرسة طب كلية الجامعة وغير الملكية في الفيزياء الطبية. كان دكتور دينغ يجري التجارب على تخطيط الصدى الطبي رباعي الأبعاد وكان في حاجة إلى من يخوضون الاختبار ليقوموا بجماع جنسي أثناء لبسهم آلات الموجات فوق الصوتية حتى يتمكن من التقاط الصور بزمن صحيح. كانت روتش وزوجها إد أول من تقدموا كمتطوعين في هذه الدراسة. عندما سُئلت كيف أقنعت زوجها بالمشاركة قالت روتش: «إنه مؤيد كبير. كان الأمر أصعب بكثير بالنسبة له. لم يكن الأمر شيئا بالنسبة لي. لقد كنت مجرد وعاء كما كنت أسجل الملاحظات».
لدراسة التأثيرات التناسلية للإثارة الجنسية في الخنازير، انطلقت روتش إلى مزرعة أوزلفغارد في الدنمارك لملاحظة معشّري الخنازير أثناء إجرائهم التجارب التقنية لمعرفة ما إذا كان هناك علاقة إيجابية بين الاستثارة وعدد النسل. أثناء عملها مع العالم الحسي سو لانغشتوف، درست روتش طرق تذوق البيرة المستخدمة في الكشف عن الشوائب المؤثرة في جودتها مثل التقاط روائح غير جيدة عندما تكون أدوات صناعة البيرة قد تم تنظيفها بمياه بها كلور. عملت روتش أيضا كمستشارة لطبيب وظائف أعضاء الفم الدكتور أندرياس فان دير بيلت لتحليل القدرات المعقدة للفك البشري في طحن الطعام وحماية الفم أثناء المضغ.
في 1997 زارت روتش القارة القطبية الجنوبية لكتابة مقال لمجلة ديسكفر عن السعي وراء الحجر النيزكي مع ساعي النيازك رالف هارفي. كانت روتش هناك أيضا عدة مرات أخرى كجزء من البرنامج القطبي لمؤسسة العلوم الوطنية والتي تدير تمويل الأبحاث وعمليات الدعم في المنطقة القطبية الشمالية والمنطقة القطبية الجنوبية. في إحدى هذه الرحلات رافقت روتش فريقا من خبراء الترسيب البحري في سفينة الأبحاث ناثانيل ب. بالمر من أجل تجميع عينات أساسية من أعماق المحيط قرب القارة القطبية الجنوبية لمعرفة المزيد عن الاحتباس الحراري.

## أسلوب الكتابة

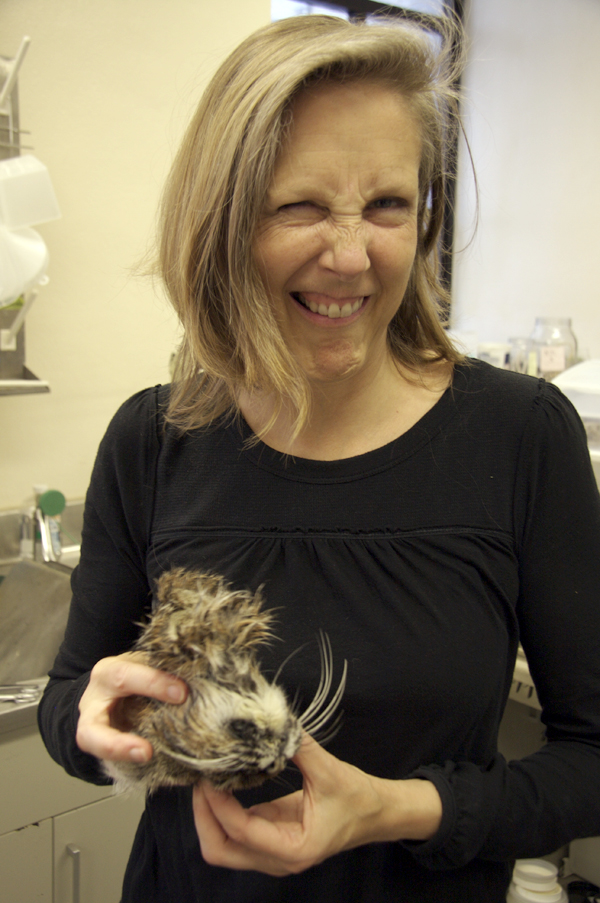
روتش تحمل رأس قطة

في حين لا تمتلك روتش درجة عملية، إلا أنها تحاول أن تتناول أفكارا معقدة وأن تحولها إلى شيء بإمكان القارئ العادي أن يفهمه. تأخذ روتش القارئ معها في خطوات بحثها، بداية من البحث عن المواد وحتى معرفة الأشخاص الذين يدرسونها، كما شرحت في حوار هام مع آدم سافاج.
السمة المشتركة بين كل كتب روتش هي المعالجة الأدبية لجسم الإنسان. تقول روتش عن تاريخ منشوراتها: «كل كتبي عن جسم الإنسان. كتاب خيال مختلف قليلا لأنه يتحدث عن الروح أكثر من كونه عن جزء اللحم والدم، ولكن معظم كتبي عن جسم الإنسان في الظروف غير المعتادة». عندما سألها بيتر ساغال من الإذاعة الوطنية العامة عن كيفية اختيارها لمواضيعها أجابت «حسنا! لا بد أن تحتوي على القليل من العلم، ولا بد أن تحتوي على القليل من التاريخ، والقليل من الدعابة، بالإضافة إلى شيء ما جاف». على سبيل المثال نُشرت مقالتها المعنونة «كلمة سي: رجل ميت يقود» في مجلة علم التشريح السريري، وتساءلت لماذا نرى أننا نقلل من احترمنا للجثث إذا استخدمناها لاختبار المفرقعات أو اختبارات الحوادث.
طبقا لروش فإنه "بلا أدنى شك الكتابة العلمية الجيدة هي دواء، فهي علاج للجهل والمغالطات. تزيل الكتابة العلمية الجيدة العمى وتولد التساؤل وتجعلك تضع كف يدك على جبينك قائلا: "أوه! الآن أفهم!" بخصوص شكوكيتها العلمية عن العالم من حولها قالت روتش في كتابها الخيال:
قالت روتش أنها مهتمة دائما بالعلم وخاصة المواضيع المرتبطة بالفضاء والسفر في الفضاء وهو سبب أن كتاب تجهيز الحقائب من أجل المريخ لم يكن مغامرة عشوائية قررت روتش خوضها. «لم يكن لدي أدنى فكرة حتى بدأت كتابة الكتاب أنه عندما تتجه نحو القمر أو المريخ فإنك في الواقع في طيران انسيابي طوال الوقت. كنت أظن أن الأمر مثل السيارة حيث عليك أن تضع قدمك على البنزين طول الوقت. لذا اعتدت أن أفكر: يا إلهي! هذا بنزين كثير». بحلول نهاية كتابها، تمكنت روتش بوضوح من وصف وتوضيح التفاصيل الدقيقة المعقدة التي عادة ما يتم التغاضي عنها. فعلت ذلك من خلال طرح وإجابة الأسئلة العملية والتقنية والتي قد تظهر في عقل أحد القراء، مثل كيف يذهب رواد الفضاء إلى الحمام أو كيف يأكلون وينامون إلى آخره، بالإضافة إلى أسئلة بخصوص تأثيرات انعدام الجاذبية على أجسام المسافرين عبر الفضاء.
في مقابلة مع د. ج. جروث، وصفت روتش جانبا من كيفية وصولها إلى مواضيع كتبها قائلة: «سأقول أن للأمر علاقة أكثر بطريقتي الملتوية في الاهتمامات وإحساس الفضول بدلا من الإحساس بنوع من الإلزام للحديث عن أشياء ليست مطروقة كفاية».

## الحياة الشخصية
تمتلك روتش مكتبا في وسط أوكلاند وتعيش في ضواحي غلينفيو في أوكلاند بكاليفورنيا مع زوجها إد ريتشلز والذي يعمل مصمما صوريا وله ابنتان من امرأة أخرى غير روتش.
زارت روتش القارات السبع كلها على الأقل مرتين.

## الجوائز والتقدير
في 1995، ترشح مقال روتش «كيف تفوز بمعركة جرثومية» لنهائيات جائزة المجلة القومية. في المقال قامت روتش بمقابلة مع عالم الأحياء الدقيقة تشاك جيربا من جامعة أريزونا والذي وصف الدراسة العلمية التي تصبح فيها البكتريا والفيروسات منتشرة في الهواء عند رحض الفضلات. «عند رحض الفضلات، يتناثر حوالي 28,000 فيروس و660,000 بكتريا من الفضلات إلى الهواء».
في 1996، فاز مقالها عن بيوت البامبو المقاومة للزلازل المعنون «حل البامبو» بجائزة صحافة المجتمع الهندسي الأمريكي في فئة الاهتمامات العامة. في مقالها، لاحظ المهندس المدني جولز جانسين أن البامبو «أقوى من الخشب والطوب والخرسانة... يمكن لعمود قصير من البامبو بمساحة سطح عليا تبلغ 10 سنتيمترا مربعا أن يتحمل فيلا بوزن 11,000 رطلا».
كان كتاب متصلب: الحيوات العجيبة للجثث البشرية في قائمة نيويورك تايمز لأكثر الكتب مبيعا كما كان في قائمة إنترتينمنت ويكلي لأفضل الكتب في 2003. فاز الكتاب أيضا بجائزة أمازون التحريرية في 2003 كما ترشح ككتاب الأصوات الأصلية للحدود السياسية وفاز بجائزة قراء مجلة إل. تُرجم الكتاب إلى 17 لغة بما في ذلك اللغة المجرية واللغة الليتوانية.

## فهرسة
| السنة | العنوان                                                    | الناشر        | الموضوع                            |
| ----- | ---------------------------------------------------------- | ------------- | ---------------------------------- |
| 2003  | متصلب: الحيوات العجيبة للجثث البشرية                       | و. و. نورتون  | الجثث                              |
| 2005  | خيال: العلم يتناول ما بعد الموت                            | و. و. نورتون  | الحياة الآخرة                      |
| 2008  | الاتصال الجنسي: التزاوج العجيب بين العلم والجنس            | و. و. نورتون  | العلاقات الجنسية الإنسانية         |
| 2010  | تجهيز الحقائب من أجل المريخ: العلم العجيب للحياة في الخلاء | و. و. نورتون  | السفر عبر الفضاء، ونظام حفظ الحياة |
| 2010  | أفضل كتاب أمريكي علمي طبيعي 2011                           | كتب مارينر    |                                    |
| 2013  | الابتلاع: مغامرات في القناة الهضمية                        | و. و. نورتون  | القناة الهضمية البشرية             |
| 2013  | كوكبي: إيجاد الدعابة في أغرب الأماكن                       | بينغوين للنشر |                                    |
| 2016  | النخر: العلم العجيب للبشر في الحرب                         | و. و. نورتون  | العلوم العسكرية                    |

## روابط خارجية
- ماري روتش على موقع ميوزك برينز (الإنجليزية)